# ¡Cómo se divertían!
¡Cómo se divertían! (título original en inglés: The Fun They Had) es un cuento de ciencia ficción del escritor  Isaac Asimov. Fue publicado por primera vez en un periódico infantil en diciembre de 1951 y reimpreso en febrero de 1953 en The Magazine of Fantasy and Science Fiction así como en las colecciones Con la Tierra nos basta, Lo mejor de Isaac Asimov, The Best Science Fiction of Isaac Asimov y Crónicas. El relato trata de la ironía que relativiza las costumbres y muestra cómo cambia nuestra percepción del pasado.

## Argumento
El 17 de mayo de 2157 dos niños encontraron un libro muy antiguo y viejo, el cual explicaba cómo los niños del pasado iban a la escuela y se relacionaban los unos con los otros. En el futuro imaginado por Asimov, la educación de los niños se realiza en cada casa particular a través de un profesor robótico que adapta las enseñanzas al niño de manera absolutamente personalizada. Los niños del relato no pueden evitar sentir envidia de los niños del pasado, que iban todos juntos a la escuela con multitud de compañeros con quienes jugar en los recreos, volver a casa juntos e incluso amigos a quienes poder pedir ayuda para realizar las tareas ya que todos recibían las mismas lecciones en clase. Ahí se dieron cuenta de como era el mundo escolar y humano antes.

## Personajes
- El maestro mecánico
- Margie
- El abuelo
- El inspector
- La madre de Margie
- El amigo de Margie (Tommy)
- El abuelo robot

## La visión del aprendizaje de Asimov
Varios otros relatos de Asimov mencionan igualmente la temprana especialización académica de los niños. Por ejemplo, en Algún día (1956), donde dos niños de unos diez años ya estudian materias orientadas a futuros profesionales muy diferentes.
Asimov no parecía ver con buenos ojos esta creciente especialización, y en sus novelas es habitual encontrar protagonistas de intereses amplios, expertos en nada pero conocedores de muchos temas, con mentes flexibles para el aprendizaje de nuevas materias cuando es necesario. 
A pesar de todo esto, tampoco parece correcto suponer que el autor realice un alegato en favor de la manera tradicional de enseñar y aprender. En realidad Asimov era contrario al adocenamiento que supone impartir la misma clase a varias decenas de alumnos, desestimando en gran medida sus intereses y habilidades personales. 
El relato, de hecho, fue escrito a petición de un amigo de Asimov para ser publicado en un periódico infantil. El éxito de este relato (incluido en numerosas antologías) fue totalmente inesperado.